# Ivan Kelava
Ivan Kelava (Zágráb, 1988. február 20. –) horvát válogatott labdarúgó. Posztját tekintve kapus .

## Pályafutása

### Klubcsapatokban
1997 és 2006 között a Dinamo Zagreb utánpótláscsapataiban védett. A Dinamo felnőtt csapatában 2007 szeptemberében mutatkozhatott be egy horvát-kupa mérkőzésen. 2007. október 27-én a bajnokságban is szerepet kapott, amikor az NK Zadart verték 2–1-re idegenben.   
2008 októberében az európai kupaporondon is debütált. Tomislav Butina sérülése következtében Kelava védett a Sparta Praha elleni UEFA-kupa mérkőzésen.
A 2009–2010-es szezonban a Lokomotiva csapatánál szerepelt kölcsönben. Összesen 33 mérkőzésen védte a kaput az idényben.
A 2011-12-es szezonban nagyban hozzájárult, hogy a Dinamo  Bajnokok Ligája főtábláján szerepelhetett, a play off selejtezőkörben számos nagyszerű védést mutatott be a svéd Malmö FF elleni párharc során. A csoportkörben a Real Madrid elleni hazai találkozón szintén remek teljesítmény nyújtott, csapata minimális vereséget szenvedett. (0-1)
A 2011-12-es idényben új rekordot állított fel a horvát bajnokságban azzal, hogy kapuját 951 percig megőrizte a kapott góltól.
2013. július 4-én az olasz Udinese Calcio szerződtette 1.000.000 euróért cserébe. Ezt követően kölcsönben védett a Capri együttesében, majd később megfordult a szlovák Spartak Trnavában is. 2015. augusztus 25-én a spanyol élvonalbeli Granada igazolta le.
2017. február 2-án szabadon igazolható játékosként ingyen szerződött a Debreceni VSC-hez. A 2016-17-es szezont követően felbontották a szerződését, Kelava egy tétmérkőzésen sem lépett pályára a hajdúsági csapatnál.

### Válogatottban
Utánpótlásszinten tagja volt a horvát U17-es, U19-es, U20-as és U21-es válogatottnak is. Több mint 50 alkalommal volt válogatott a különböző korosztályú nemzeti csapatokban.
Az Európa-bajnoki keretszűkítést követően a szövetségi kapitány Slaven Bilić nevezte őt a 2012-es Eb-re készülő 23 fős keretébe.

## Sikerei, díjai
Dinamo Zagreb
- Horvát bajnok: 2007–08, 2008–09, 2010–11, 2011–12
- Horvát-kupagyőztes: 2007–08, 2008–09, 2010–11, 2011–12